# 고스트 (일본의 밴드)
고스트(Ghost)는 일본의 인디 사이키델릭 록 밴드이다. 비주얼계 밴드인 Ghost와는 관계가 없다.

## 약력
1984년에 도쿄에서 결성. PSF 레코드에서 3 장의 앨범을 발매했다. 1996년 미국의 드랙 시티와 계약하여 이전 앨범 재발매 포함 9 장의 앨범을 발표했다.
해외에서의 평가가 높다. 2000년 앨범 '데몬 & 나오미 위드 고스트 - Damon and Naomi with Ghost'등를 녹음하기도 했다.
2014년 고스트는 해산하고 새로운 밴드인 The Silence를 결성했다.
오기노 카즈오는 포차카이테 말코를 결성해 활동하기도 했다.

## 음반 목록
- Ghost (1990)
- Second Time Around (1992)
- Temple Stone (1994)
- Lama Rabi Rabi (1996)
- Snuffbox Immanence (1999)
- Tune In, Turn On, Free Tibet (1999)
  - Heavy Chamber Works '98 (2017) / compil from Snuffbox  and Tibet
  - Metamorphosis: Ghost Chronicles 1984–-2004 (CD/DVD set 2005)
- Hypnotic Underworld (2004)
- In Stormy Nights (2007)
  - Anaphase (2017) / compil from Hypnotic and Stormy
- Overture: Live in Nippon Yusen Soko 2006 (2007)
- Live In Providence 2006 (2017)